# Gonzalo García Garrido
Gonzalo García Garrido (Sevilla, 26 de enero de 1995) es un atleta español especializado en pruebas de medio fondo. Es el actual  6°	de Europa Absoluto en la prueba de 1500 metros.

## Trayectoria deportiva
Gonzalo García comenzó en el atletismo bastante tarde, a la edad de 18 años. En 2014, en su segundo año en la disciplina, se proclamó  Subcampeón de España en 1500 metros del Campeonato de España al Aire Libre de categoría Junior (Sub-20). En ese mismo año finalizó tercero de España Campo a través por selecciones autonómicas, además de Subcampeón de España de Relevo 4 x 400 metros  en la categoría Sub-20 .
Su primer gran éxito nacional se dio en 2016, cuándo se coronó cómo Campeón de España Sub-23 en 1500 metros con un tiempo de 3:48.33 .
En 2017, tras convertirse en líder del ranking nacional de 1500 metros Sub-23 y conseguir el bronce absoluto en 3000 metros del Campeonato de España de Pista Cubierta, participó en su primer gran campeonato internacional, el Campeonato Europeo Sub-23, Bydgoszcz, consiguiendo el séptimo puesto en la prueba de 1500 metros. También participó por primera vez en el Campeonato Europeo de Campo a Través, finalizando en el puesto número 26 individual y en el cuarto puesto por equipos.
En 2018, volvió a conquistar el bronce nacional en 3000 metros del Campeonato de España de Pista Cubierta
En los años 2019 & 2020, consiguió hacerse finalmente con la medalla de plata en la prueba de 3000 metros en Pista Cubierta.
En 2021, después de proclamarse  3°	de España Absoluto en Pista Cubierta  volvió a conseguir ser internacional en el Campeonato Europeo de Atletismo en Pista Cubierta, Torún, pero esta vez en la prueba de 3000 metros, en la que finalizó octavo de su semifinal.
Su primer éxito internacional individual llegó en 2022, cuando consiguió su primer puesto de finalista en el Campeonato de Europa Múnich 2022 al finalizar 6° en 1500 metros en la final más rápida de la historia del campeonato.
En 2022 participó en la Wanda Diamond League de Laussane,  nuevamente en la final de 1500 m donde debutó con  Puma Running.
En 2023 consiguió nuevamente el bronce nacional en Pista Cubierta,  pero esta vez en la prueba de 1500 metros, esta significó su primera medalla con  Puma Running.

## Competiciones internacionales
| Representando a España \| Año \| Competición \| Sede \| Puesto \| Prueba \| Marca \| \| ---- \| ----------------------------------------------- \| --------- \| --------- \| ------ \| ------- \| \| 2017 \| Campeonato de Europa Sub-23 \| Bydgoszcz \| 7.º \| 1500 m \| 3:49.94 \| \| 2017 \| Campeonato de Europa Campo a Través \| Šamorín \| 26.º \| Sub-23 \| 25:15 \| \| 2017 \| Campeonato de Europa Campo a Través por Equipos \| Šamorín \| 4.º \| Sub-23 \| 71 pts. \| \| 2021 \| Campeonato de Europa en Pista Cubierta \| Toruń \| 8.º (sf.) \| 3000 m \| 7:59.09 \| \| 2022 \| Campeonato Europeo \| Múnich \| 6.º \| 1500 m \| 3:37.40 \| | Representando a España \| Año \| Competición \| Sede \| Puesto \| Prueba \| Marca \| \| ---- \| ----------------------------------------------- \| --------- \| --------- \| ------ \| ------- \| \| 2017 \| Campeonato de Europa Sub-23 \| Bydgoszcz \| 7.º \| 1500 m \| 3:49.94 \| \| 2017 \| Campeonato de Europa Campo a Través \| Šamorín \| 26.º \| Sub-23 \| 25:15 \| \| 2017 \| Campeonato de Europa Campo a Través por Equipos \| Šamorín \| 4.º \| Sub-23 \| 71 pts. \| \| 2021 \| Campeonato de Europa en Pista Cubierta \| Toruń \| 8.º (sf.) \| 3000 m \| 7:59.09 \| \| 2022 \| Campeonato Europeo \| Múnich \| 6.º \| 1500 m \| 3:37.40 \| | Representando a España \| Año \| Competición \| Sede \| Puesto \| Prueba \| Marca \| \| ---- \| ----------------------------------------------- \| --------- \| --------- \| ------ \| ------- \| \| 2017 \| Campeonato de Europa Sub-23 \| Bydgoszcz \| 7.º \| 1500 m \| 3:49.94 \| \| 2017 \| Campeonato de Europa Campo a Través \| Šamorín \| 26.º \| Sub-23 \| 25:15 \| \| 2017 \| Campeonato de Europa Campo a Través por Equipos \| Šamorín \| 4.º \| Sub-23 \| 71 pts. \| \| 2021 \| Campeonato de Europa en Pista Cubierta \| Toruń \| 8.º (sf.) \| 3000 m \| 7:59.09 \| \| 2022 \| Campeonato Europeo \| Múnich \| 6.º \| 1500 m \| 3:37.40 \| | Representando a España \| Año \| Competición \| Sede \| Puesto \| Prueba \| Marca \| \| ---- \| ----------------------------------------------- \| --------- \| --------- \| ------ \| ------- \| \| 2017 \| Campeonato de Europa Sub-23 \| Bydgoszcz \| 7.º \| 1500 m \| 3:49.94 \| \| 2017 \| Campeonato de Europa Campo a Través \| Šamorín \| 26.º \| Sub-23 \| 25:15 \| \| 2017 \| Campeonato de Europa Campo a Través por Equipos \| Šamorín \| 4.º \| Sub-23 \| 71 pts. \| \| 2021 \| Campeonato de Europa en Pista Cubierta \| Toruń \| 8.º (sf.) \| 3000 m \| 7:59.09 \| \| 2022 \| Campeonato Europeo \| Múnich \| 6.º \| 1500 m \| 3:37.40 \| | Representando a España \| Año \| Competición \| Sede \| Puesto \| Prueba \| Marca \| \| ---- \| ----------------------------------------------- \| --------- \| --------- \| ------ \| ------- \| \| 2017 \| Campeonato de Europa Sub-23 \| Bydgoszcz \| 7.º \| 1500 m \| 3:49.94 \| \| 2017 \| Campeonato de Europa Campo a Través \| Šamorín \| 26.º \| Sub-23 \| 25:15 \| \| 2017 \| Campeonato de Europa Campo a Través por Equipos \| Šamorín \| 4.º \| Sub-23 \| 71 pts. \| \| 2021 \| Campeonato de Europa en Pista Cubierta \| Toruń \| 8.º (sf.) \| 3000 m \| 7:59.09 \| \| 2022 \| Campeonato Europeo \| Múnich \| 6.º \| 1500 m \| 3:37.40 \| | Representando a España \| Año \| Competición \| Sede \| Puesto \| Prueba \| Marca \| \| ---- \| ----------------------------------------------- \| --------- \| --------- \| ------ \| ------- \| \| 2017 \| Campeonato de Europa Sub-23 \| Bydgoszcz \| 7.º \| 1500 m \| 3:49.94 \| \| 2017 \| Campeonato de Europa Campo a Través \| Šamorín \| 26.º \| Sub-23 \| 25:15 \| \| 2017 \| Campeonato de Europa Campo a Través por Equipos \| Šamorín \| 4.º \| Sub-23 \| 71 pts. \| \| 2021 \| Campeonato de Europa en Pista Cubierta \| Toruń \| 8.º (sf.) \| 3000 m \| 7:59.09 \| \| 2022 \| Campeonato Europeo \| Múnich \| 6.º \| 1500 m \| 3:37.40 \| |
| Año | Competición | Sede | Puesto | Prueba | Marca |
| --- | --- | --- | --- | --- | --- |
| 2017 | Campeonato de Europa Sub-23 | Bydgoszcz | 7.º | 1500 m | 3:49.94 |
| 2017 | Campeonato de Europa Campo a Través | Šamorín | 26.º | Sub-23 | 25:15 |
| 2017 | Campeonato de Europa Campo a Través por Equipos | Šamorín | 4.º | Sub-23 | 71 pts. |
| 2021 | Campeonato de Europa en Pista Cubierta | Toruń | 8.º (sf.) | 3000 m | 7:59.09 |
| 2022 | Campeonato Europeo | Múnich | 6.º | 1500 m | 3:37.40 |

## Marcas personales
| Prueba      | Marca   | Lugar        | Fecha                   |
| ----------- | ------- | ------------ | ----------------------- |
| 800 metros  | 1:48.96 | Madrid       | 11 de junio de 2022     |
| 1500 metros | 3:35.75 | Marsella-FRA | 17 de julio de 2023     |
| 3000 metros | 8:03.74 | Sevilla      | 23 de diciembre de 2018 |

| Prueba      | Marca   | Lugar    | Fecha                 |
| ----------- | ------- | -------- | --------------------- |
| 800 metros  | 1:49.42 | Madrid   | 12 de febrero de 2022 |
| 1500 metros | 3:42.67 | Orense   | 27 de febrero de 2022 |
| 3000 metros | 7:51.96 | Valencia | 23 de enero de 2021   |